# Јавни радови
Јавни радови су један од начина да се изграде велики објекти од општег друштвеног значаја.
Познати су од давнина, добар пример су пирамиде у Египту.
Општа и заједничка карактеристика јавних радова је да на њима ради велики број људи најчешће само за храну и кров над главом. Генерално, то су лоши услови рада.
У Србији за време Турака постојале су две врсте јавних радова:
- Кулук - рад у месту боравка, па се на крају рада враћате кући и
- Згон - рад ван места становања. Већ сама реч говори да је у питању гоњење.

Јавни радови су допринели ублажавању положаја америчког становништва у време велике кризе 1929. године, када је дошло до слома Берзе.
И они су имали само лошу храну и смештај у баракама. Но тада су изграђени многи ауто-путеви, телекомуникационе везе и сл.
У другој Југославији, под називом "Омладинске радне акције" формиране су многе радне бригаде које су изградиле ауто-пут „Братство-Јединство“, пругу Брчко-Бановићи, Јадранску магистралу, Аду Циганлију... само овде је механизација била примењена у знатној мери и бригадири су радили помоћне а не кључне радове. У зависности од акције бригадири су добијали униформе, ципеле, солидну храну и смештај. На акцијама је био добро организован културно уметнички живот, постојали су и многи курсеви (возачки, тракторски и сл.)
Један од примера јавних радова се десио и у Србији 1999. после НАТО бомбардовања где је покренута цела грађевинска оператива али људи на крају углавном нису били плаћени.